# Biología de membranas
La biología de membranas es el estudio de las características biológicas y fisicoquímicas de las membranas, con aplicaciones en el estudio de la fisiología celular.
Los impulsos bioeléctricos de membrana se describen mediante el ciclo de Hodgkin. 

## Biofísica
La biofísica de membranas es el estudio de la estructura y función de la membrana biológica utilizando métodos físicos, computacionales, matemáticos y biofísicos. Se puede utilizar una combinación de estos métodos para crear diagramas de fase de diferentes tipos de membranas, lo que proporciona información sobre el comportamiento termodinámico de una membrana y sus componentes. A diferencia de la biología de membranas, la biofísica de membranas se centra en la información cuantitativa y el modelado de varios fenómenos de la membrana, como la formación de balsas de lípidos, las tasas de flip-flop de lípidos y colesterol, el acoplamiento de proteínas y lípidos y el efecto de las funciones de flexión y elasticidad de las membranas en conexiones entre células.